# Pfarrkirche Sankt Martin am Wöllmißberg

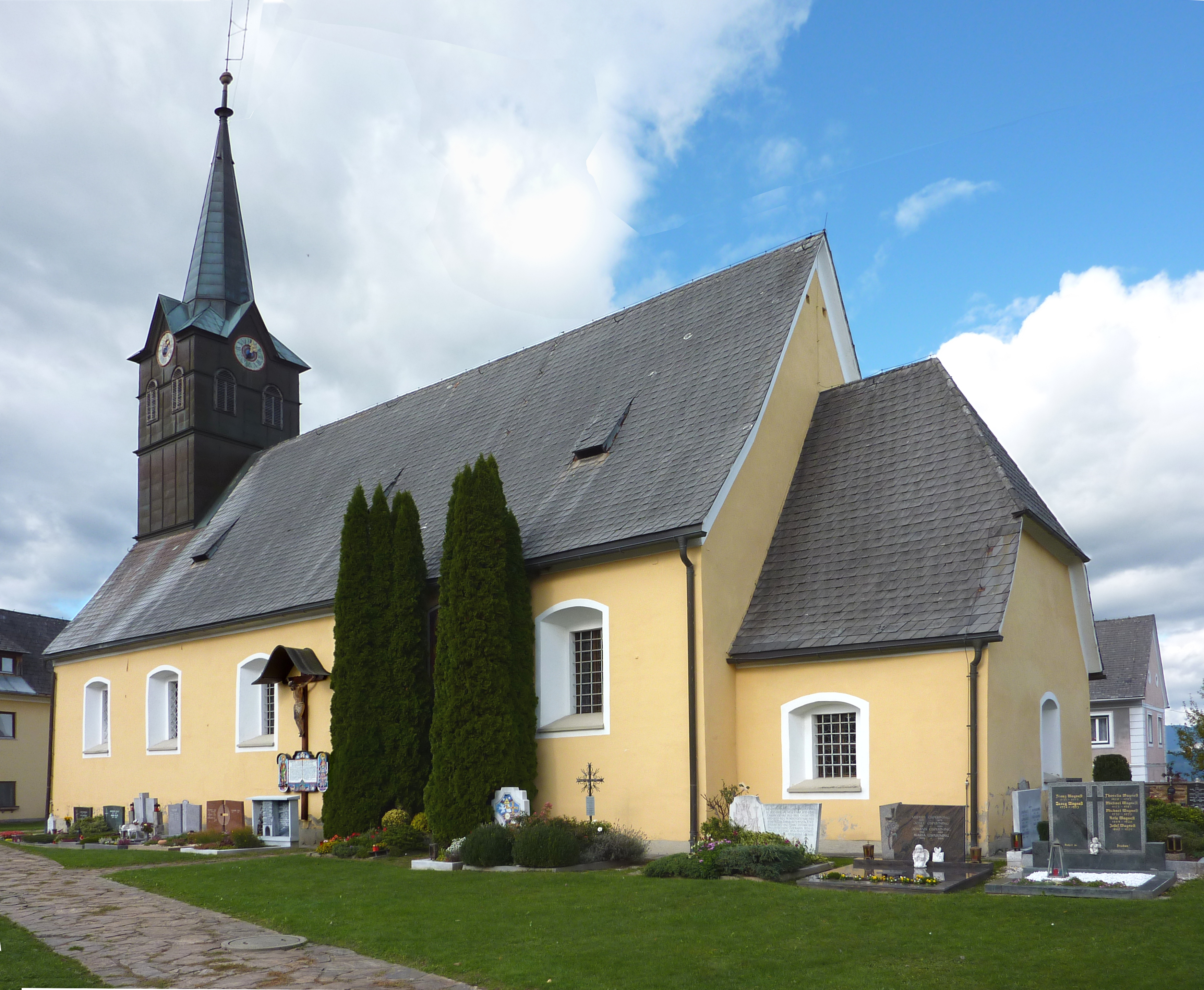
Die Pfarrkirche im Oktober 2013

Die Kirche hl. Martin ist die römisch-katholische Pfarrkirche der Gemeinde Sankt Martin am Wöllmißberg in der Weststeiermark. Ihre Geschichte führt bis in die zweite Hälfte des 14. Jahrhunderts zurück.

## Geschichte
Die Kirche wurde 1372 erstmals urkundlich genannt und war bis 1786 eine Filiale der Pfarrkirche Edelschrott. Ende des 17. Jahrhunderts wurde die damalige Kirche durch einen Neubau ersetzt, in dem ältere Teile verbaut wurden.

## Beschreibung

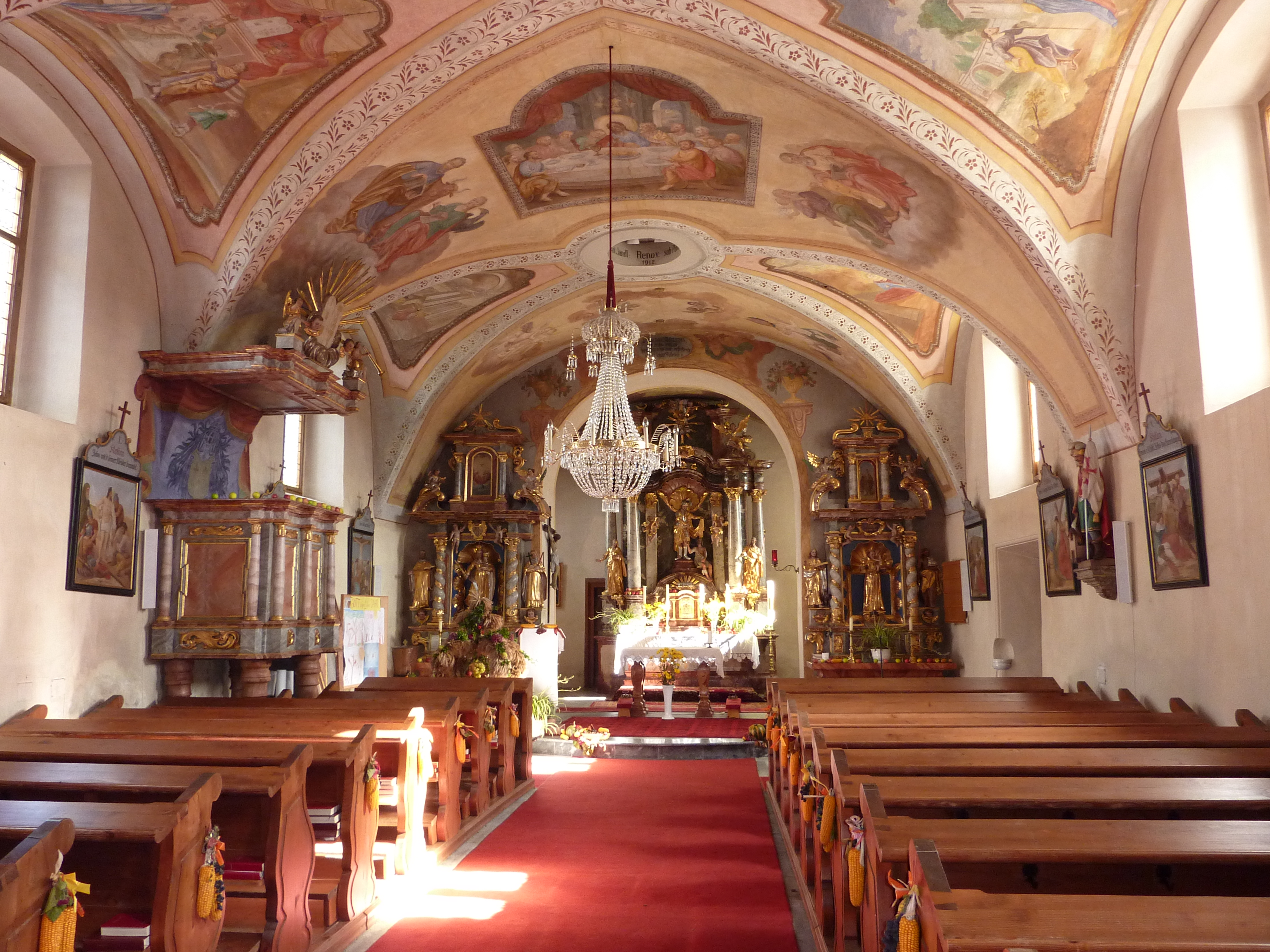
Blick in Richtung des Hochaltares

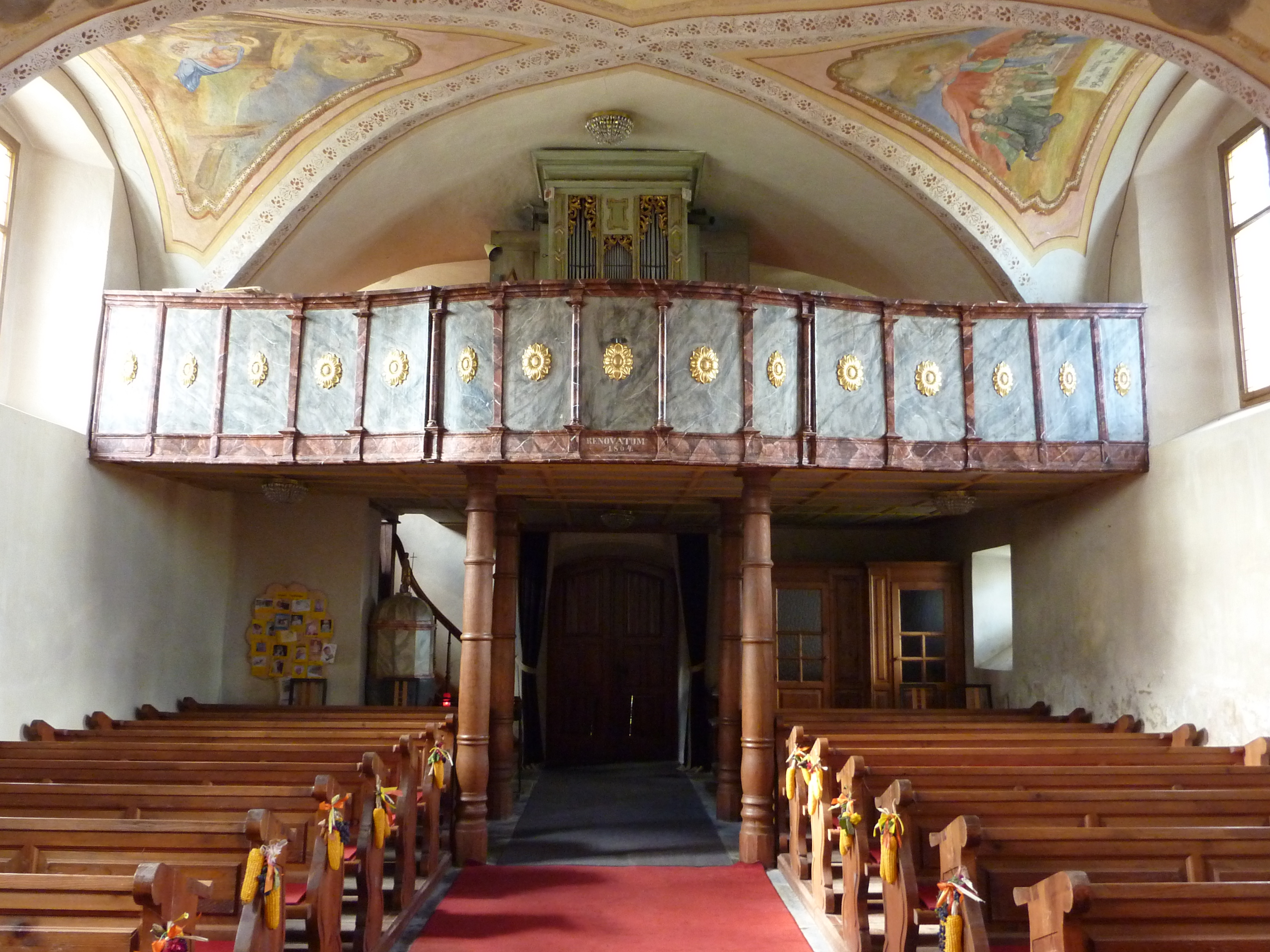
Blick auf die Empore und die Orgel der Kirche

Im Westen der Kirche ist ein Dachreiter mit Spitzhelm aufgesetzt, in dem vier Glocken hängen. Die kleinste Glocke mit Ton g" goss 1922 Ernest Szabó, Graz. Als Besonderheit hat sie einen sogenannten Klöppelfänger, wie es ihn allgemein nur in größeren Glocken gibt. Älteste Glocke in Wöllmißberg ist die 1794 von Salesius Feltl ebenfalls in Graz gegossene mit dem Ton e", die beide Weltkriege überdauerte. Die zwei größten Glocken mit den Tönen c" und a' goss 1954 die Glockengießerei Pfundner in Wien. Die südliche Außenmauer der Kirche ist mit einem 1956 von Franz Weiss angefertigten Mosaik des heiligen Martin gestaltet. Am Dachboden über dem Chorscheidebogen hat sich die frühere, etwas niedrigere Giebelform des Kirchenschiffs erhalten.
Das vierjochige Langhaus wird durch einen stark eingeschnürten, rundbogigen Fronbogen vom gleich breiten, einjochigen Chor getrennt. Der Chor, der noch aus dem Mittelalter stammt, hat spätromanische Fenster und einen geraden Schluss. Sowohl das Langhaus als auch der Chor werden von einem Stichkappentonnengewölbe überspannt. An den Chor ist die niedrigere und schmälere Sakristei angebaut. Die laut einer Inschrift 1864 renovierte Empore aus Holz befindet sich im westlichen Teil des Langhauses. Sie sitzt auf vier Säulen und hat einen vorschwingenden Mittelteil.
Der Hochaltar wurde um 1770 bis 1780 geschaffen und aufgestellt. Der links vom Hochaltar stehende Marienaltar sowie der Antoniusaltar auf der rechten Seite entstanden 1684 und wurden 1864 sowie 1915 restauriert. Die Kanzel stammt aus der Zeit um 1700. Das Gehäuse der Orgel stammt aus der Zeit um 1720 bis 1730; das Werk wurde 1914 von Matthäus Mauracher umgebaut.
Die Deckenmalereien in der Tradition des Barocks im Langhaus wurden 1811 gemalt und 1912 restauriert. Ein aus dem 14. Jahrhundert stammendes, den heiligen Martin sowie das Wappen der Leisser darstellendes Glasgemälde befindet sich heute im Universalmuseum Joanneum in Graz. Ein Pietà-Relief über dem Eingangstor der Kirche schuf 1959 der Bildhauer Alfred Schlosser.